# 阿姆斯特丹科学园
52°21′20″N 4°57′13″E / 52.35556°N 4.95361°E
阿姆斯特丹科学园（英語：Amsterdam Science Park），也称阿姆斯特丹科技园，是位于荷兰首都阿姆斯特丹阿姆斯特丹东的一座科学园区。

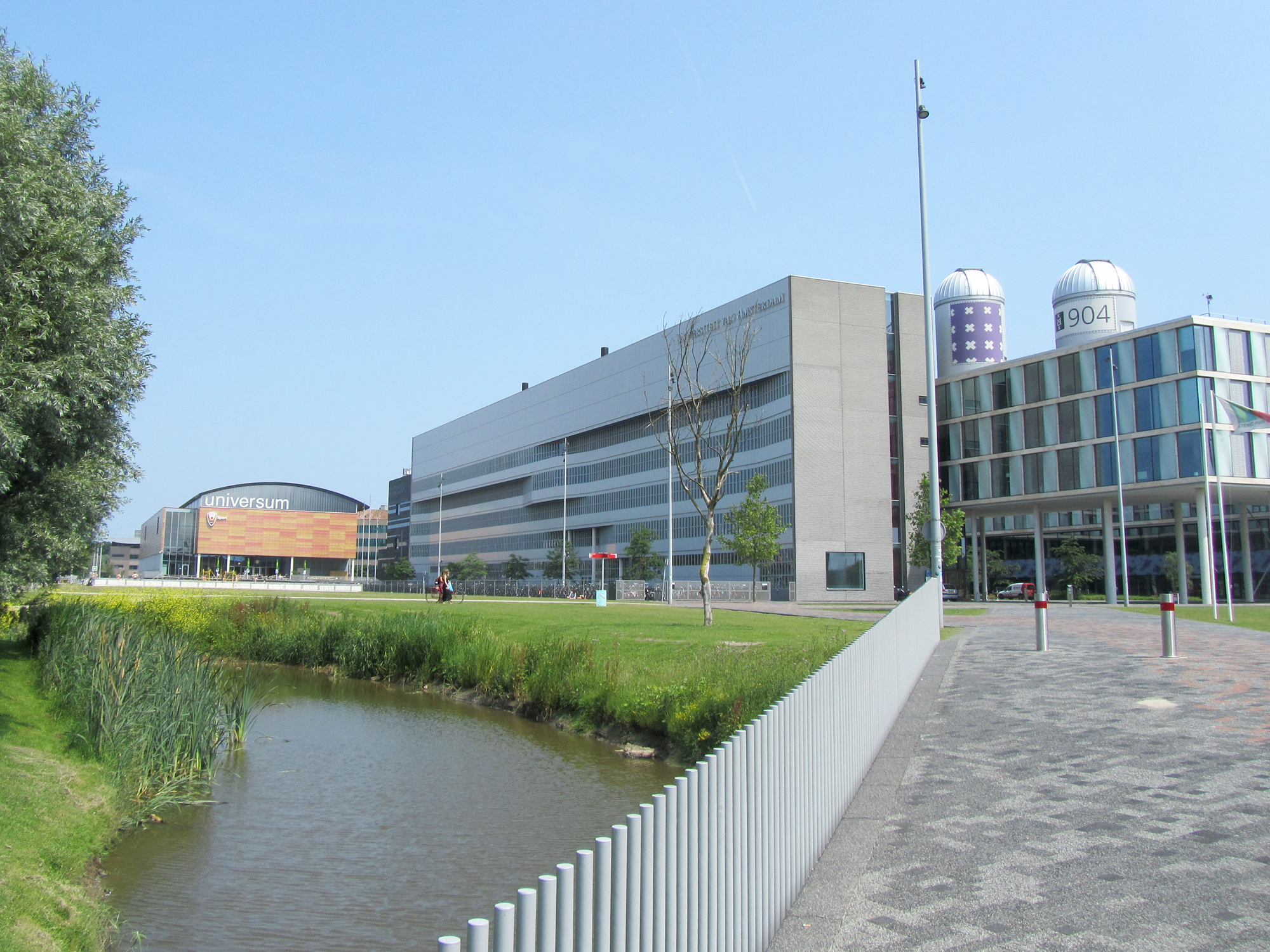
阿姆斯特丹大学（UVA）

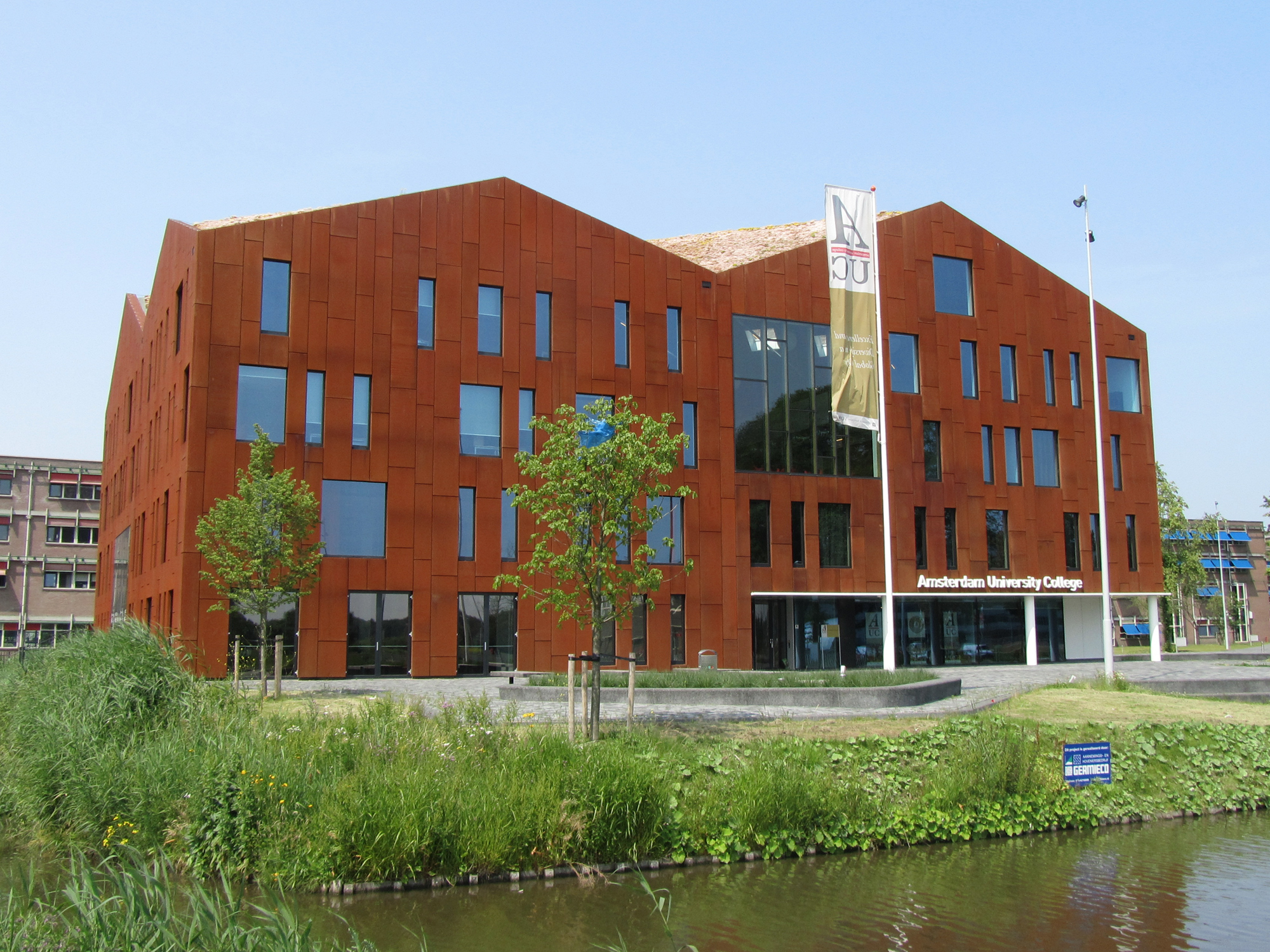
阿姆斯特丹大学学院（AUC）

## 外部連結
- 官方网站